# واين بي. فيليبس
واين بي. فيليبس (1 مارس 1958 بأديلايد في أستراليا - ) (بالإنجليزية: Wayne B. Phillips)‏ هو لاعب كريكت أسترالي. شارك مع منتخب أستراليا الوطني للكريكت. أما مع النوادي، فقد لعب مع فريق جنوب أستراليا للكريكت ‏.

## وصلات خارجية
- واين بي. فيليبس على موقع إي آس بي آن كريك إنفو (الإنجليزية)